# Natur in NRW
Natur in NRW ist eine Zeitschrift im Bereich des Naturschutzes. Sie erscheint seit 2007 und wird vom Landesamt für Natur, Umwelt und Verbraucherschutz Nordrhein-Westfalen (LANUV) herausgegeben (ISSN 2197-831X Print, ISSN 2197-8328 Internet). Inhaltlich setzt sie sich mit dem Naturschutz im Land Nordrhein-Westfalen  auseinander.
Ihr Vorgänger waren die LÖBF-Mitteilungen der ehemaligen Landesanstalt für Ökologie, Bodenordnung und Forsten NRW (LÖBF), die von 1976 bis 2006 bestanden. Für den Erscheinungsverlauf wurde die Jahrgangszählung der  LÖBF-Mitteilungen übernommen.